# Sky Las Vegas

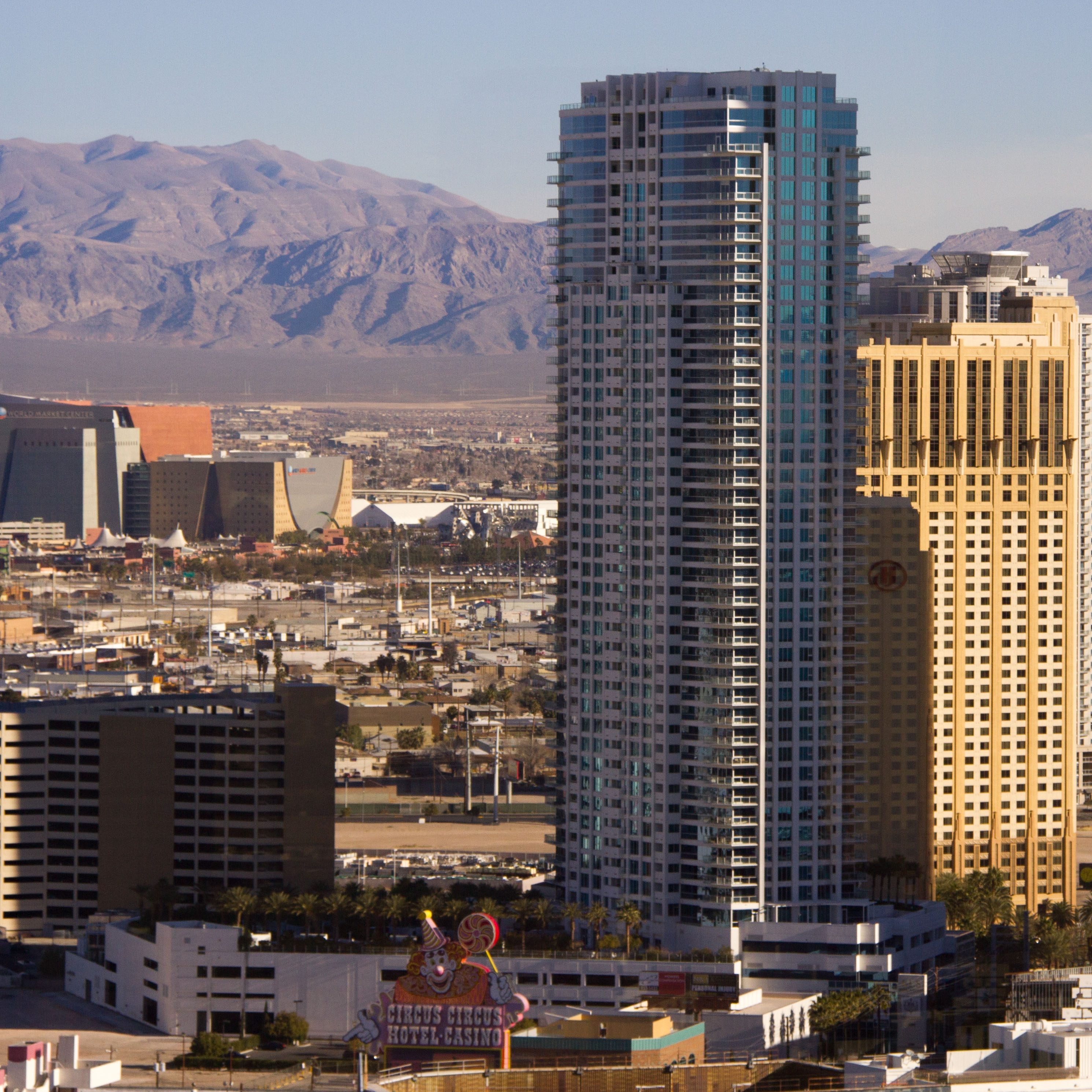
O prédio.

Sky Las Vegas é uma torre de condomínios de luxo de 45 andares com 409 unidades, localizada na Las Vegas Strip, em Winchester, Nevada. Um projeto de varejo de dois andares havia sido planejado inicialmente para o local em 2001, embora não tenha se concretizado. Os planos para o Sky Las Vegas foram anunciados em julho de 2004, com a construção iniciando no ano seguinte e a inauguração ocorrendo em maio de 2007.

## História

### Planos originais
Em fevereiro de 2001, a NewMark Merrill - desenvolvedora de shoppings no sul da Califórnia - anunciou planos de comprar uma propriedade de 3 acre(s)s (1,2 ha) na Las Vegas Strip. A propriedade, localizada ao norte do resort Circus Circus e ao sul de um arranha-céu planejado do Hilton, era de propriedade de Bill Bennett, que também era dono do Sahara Hotel and Casino, nas proximidades. O NewMark Merrill planejava um prédio de dois andares de 5.100 m², que seria conhecido como Boulevard Collection. O projeto foi desenhado por Lee & Sakahara e seria inaugurado em 2004. Após os ataques de 11 de setembro, a Hilton interrompeu a construção de seu projeto de timeshare nas proximidades, e o NewMark subseqüentemente teve dificuldade em garantir inquilinos por causa de preocupações com a falta de novos desenvolvimentos no extremo norte da Las Vegas Strip.

### Anúncio e construção
Nevada Development Partnership compraram os 3 acre(s)s (1,2 ha) da NewMark Merrill em março de 2004, a um custo de US$ 13,5 milhões. A empresa era composta por Aaron Yashouafar, diretor executivo da Milbank Real Estate Services Inc, sediada em Los Angeles; e David Pourbaba e Neil Kadisha, desenvolvedores do sul da Califórnia. Em julho de 2004, foram anunciados planos para a Sky Las Vegas, uma torre de condomínios de 40 andares e 350 unidades. A construção deveria começar no primeiro trimestre de 2005 e custaria US$ 300 milhões. O projeto estava sendo desenhado pela Klai Juba Architects.
Um anúncio da Sky Las Vegas foi publicado em 1 de fevereiro de 2005 e dizia: "Dear Tara Reid. Venha, deixe tudo sair." O anúncio se referia a um defeito no guarda - roupa que Reid tinha ao posar para fotógrafos em um evento no ano anterior. Em março de 2005, Reid processou a Sky Las Vegas, alegando que o projeto estava se beneficiando de seu mau funcionamento e que o anúncio a deturpava como "sexualmente lasciva ou imoral". Reid queria que a publicação e distribuição do anúncio parassem. O caso foi resolvido no final daquele ano.
No início de abril de 2005, foi anunciado que o início da construção estava previsto para o início de maio, com conclusão prevista para o final de 2006. A fundação foi inaugurada em setembro de 2005. A construção alcançou o 19º andar em janeiro de 2006, com um piso adicional sendo adicionado aproximadamente a cada quatro dias. Aproximadamente 85% das 409 unidades do projeto haviam sido vendidas até aquele momento. O piloto da NASCAR Geoff Bodine, que comprou uma unidade na Sky Las Vegas, participou da cerimonia de conclusão do edifício realizada para o projeto em setembro de 2006.
Em 3 de abril de 2007, ocorreu uma explosão de gás em uma sala de bombas de piscina no quarto andar durante a construção. Três trabalhadores foram enviados para hospitais locais, enquanto um quarto trabalhador teve seus ferimentos tratados no canteiro de obras. Nenhum dano foi causado ao edifício.  MJ Dean foi o contratante geral do projeto, que custou US$ 325 milhões.A Hypo Real Estate co-financiou o projeto, fornecendo US$ 216,3 milhões ou US$ 260 milhões.  